# 5-й отдельный гвардейский разведывательный артиллерийский дивизион
5-й отдельный гвардейский разведывательный артиллерийский Гдыньский дивизион Резерва Главного Командования — воинское формирование Вооружённых Сил СССР, принимавшее участие в Великой Отечественной войне.
Сокращённое наименование — 5-й огв.радн РГК.

## История
Преобразован из 799-го отдельного разведывательного артиллерийского дивизиона 18 ноября 1942 года в составе Северо-Западного фронта.
В действующей армии с 18.11.1942 по 09.05.1945.
В ходе Великой Отечественной войны вёл артиллерийскую разведку в составе 26 артиллерийской дивизии Северо-Западного, Южного, 4-го Украинского, 1-го Белорусского и 2-го Белорусского фронтов.

## Состав
- Штаб
- Хозяйственная часть
- 1-я батарея звуковой разведки (1-я БЗР)
- 2-я батарея звуковой разведки (2-я БЗР)
- батарея топогеодезической разведки (БТР)
- взвод оптической разведки (ВЗОР)
- фотограмметрический взвод (ФГВ)
- хозяйственный взвод

## Подчинение
| Дата                  | Фронт                 | Армия                           | Корпус | Дивизия | Бригада |   |
| --------------------- | --------------------- | ------------------------------- | ------ | ------- | ------- | - |
| 18.11.1942 — 1.3.1943 | Северо-Западный фронт | 11-я армия                      | -      | 26 ад   | -       | - |
| 4—17 марта 1943       | Северо-Западный фронт | -                               | -      | 26 ад   | -       | - |
| апрель—август 1943    | Северо-Западный фронт | 34-я армия                      | -      | 26 ад   | -       | - |
| 26.9.1943 — 5.11.1943 | Южный фронт           | 5-я ударная армия               | -      | 26 ад   | -       | - |
| 30.1.1944 — 22.2.1944 | 4-й Украинский фронт  | 3-я гв. армия 5-я ударная армия | -      | 26 ад   | -       | - |
| 5—18 марта 1944       | 4-й Украинский фронт  | 51-я армия                      | -      | 26 ад   | -       | - |
| 18.7.1944 — 2.8.1944  | 1-й Белорусский фронт | 65-я армия                      | -      | 26 ад   | -       | - |
| 14—26 января 1945     | 2-й Белорусский фронт | 65-я армия                      | -      | 26 ад   | -       | - |
| 10.2.1945 — 31.3.1945 | 2-й Белорусский фронт | 2-я ударная армия 70-я армия    | -      | 26 ад   | -       | - |
| 16.4.1945 — 8.5.1945  | 2-й Белорусский фронт | 65-я армия                      | -      | 26 ад   | -       | - |

## Командование дивизиона
Командир дивизиона
- гв. подполковник Морозов Иван Никитович
- гв. майор, гв. подполковник Кравцов Василий Егорович

Начальник штаба дивизиона
- гв. капитан Кравцов Василий Егорович
- гв. капитан, гв. майор Николаев Георгий Александрович
- гв. капитан Слив Эль Израилевич

Заместитель командира дивизиона по политической части
- гв. майор Сорочан Григорий Васильевич
- гв. майор Бабушкин Михаил Алексеевич

Помощник начальника штаба дивизиона
- гв. ст. лейтенант Николаев Георгий Александрович
- гв. ст. лейтенант Богачёв Иван Петрович
- гв. капитан Калинин Виталий Никитович
- гв. ст. лейтенант Церлинг Николай Владимирович

Помощник командира дивизиона по снабжению
- гв. майор Алексеев Сергей Алексеевич

## Командиры подразделений дивизиона
Командир 1-й БЗР
- гв. капитан Слив Эль Израилевич
- гв. ст. лейтенант, гв. капитан Калинин Виталий Никитович
- гв. ст. лейтенант Эдельштейн Иосиф Яковлевич

Командир 2-й БЗР
- гв. капитан Михайлов Анатолий Егорович

Командир БТР
- гв. ст. лейтенант, гв. капитан Курин Иван Петрович

Командир ВЗОР
- гв. лейтенант Эдельштейн Иосиф Яковлевич
- гв. ст. лейтенант Бобров Юрий Матвеевич
- гв. ст. лейтенант Терентьев Владислав Витальевич

Командир ФГВ
- гв. ст. лейтенант Готт Алексей Дмитриевич

## Награды и почётные наименования
| Награды и наименования          | дата          | за что получена |
| ------------------------------- | ------------- | --- |
| Почётное звание «Гвардейский»   | 18.11.42 г.   | присвоено приказом Народного комиссара обороны СССР № 365 от 18 ноября 1942 года За проявленную отвагу в боях за Отечество с немецкими захватчиками, за стойкость, мужество, дисциплину и организованность, за героизм личного состава |
| Почетное наименование Гдыньский | 28.03.1945 г. | присвоено приказом Верховного Главнокомандующего № 313 от 28 марта 1945 года за образцовое выполнение задач артиллерийской разведки в ходе Восточно-Померанской операции                                                               |